# Oecetis iasion
Oecetis iasion is een schietmot uit de familie Leptoceridae. De soort komt voor in het Oriëntaals gebied.